# Acalypha boliviensis
Acalypha boliviensis är en törelväxtart som beskrevs av Johannes Müller Argoviensis. Acalypha boliviensis ingår i släktet akalyfor, och familjen törelväxter. Inga underarter finns listade i Catalogue of Life.